# Scolecobasidium fusarioideum
Scolecobasidium fusarioideum är en svampart som beskrevs av Matsush. 1993. Scolecobasidium fusarioideum ingår i släktet Scolecobasidium, divisionen sporsäcksvampar och riket svampar.   Inga underarter finns listade i Catalogue of Life.